# Beau Snellink
Beau Snellink (* 14. Mai 2001) ist ein niederländischer Eisschnellläufer.

## Werdegang
Snellink startete im Dezember 2019 in Nagano erstmals im Eisschnelllauf-Weltcup und belegte dabei den siebten Platz in der Teamverfolgung. Bei seinen zweiten Weltcupeinsatz im Januar 2021 in Heerenveen holte er in der Teamverfolgung zusammen mit Sven Kramer und Chris Huizinga seinen ersten Weltcupsieg. Bei den folgenden Einzelstreckenweltmeisterschaften in Heerenveen gewann er zusammen mit Marcel Bosker und Patrick Roest die Goldmedaille in der Teamverfolgung. In der Saison 2022/23 gewann er mit je zwei zweiten sowie dritten Plätzen den Langdistanzweltcup und bei den Einzelstreckenweltmeisterschaften 2023 in Heerenveen die Goldmedaille in der Teamverfolgung. Zudem kam er im Weltcup je einmal auf den zweiten sowie dritten Platz in der Teamverfolgung und bei den Europameisterschaften 2023 in Hamar auf den sechsten Platz im Großen Vierkampf. Im folgenden Jahr wurde er bei den Einzelstreckenweltmeisterschaften in Calgary Fünfter in der Teamverfolgung. In der Saison 2024/25 lief er mit drei dritten und einen zweiten Platz auf den dritten Platz im Langdistanz-Weltcup. Außerdem wurde er beim Weltcup in Heerenveen Dritter in der Teamverfolgung und gewann dort bei den Europameisterschaften 2025 die Bronzemedaille im Großen Vierkampf. Beim Saisonhöhepunkt, den Einzelstreckenweltmeisterschaften 2025 in Hamar, holte er die Bronzemedaille in der Teamverfolgung und die Silbermedaille über 5000 m. Zudem siegte er bei den niederländischen Meisterschaften im Großen Vierkampf.

## Persönliche Bestzeiten
| Disziplin | Zeit         | Datum             | Ort        |
| --------- | ------------ | ----------------- | ---------- |
| 500 m     | 37,61 s      | 25. Februar 2024  | Heerenveen |
| 1000 m    | 1:12,82 min  | 15. Januar 2022   | Heerenveen |
| 1500 m    | 1:46,82 min  | 29. Dezember 2024 | Heerenveen |
| 3000 m    | 3:39,91 min  | 20. Dezember 2021 | Heerenveen |
| 5000 m    | 6:07,66 min  | 1. Februar 2025   | Milwaukee  |
| 10.000 m  | 12:39,35 min | 25. Januar 2025   | Calgary    |

## Weltcupsiege im Team
| Nr. | Datum           | Ort          |
| --- | --------------- | ------------ |
| 1.  | 22. Januar 2021 | Heerenveen 1 |